# Carlos Siachoque
Siachoque  Quiñones est un nom espagnol. Le premier nom de famille, en général paternel, est Siachoque ; le second, en général maternel, souvent omis, est Quiñones.
Carlos Julio Siachoque Quiñones, né le 6 juillet 1949 dans le département de Santander, est un coureur cycliste colombien des années 1970 et 1980.
Il remporte en 1974 la plus grande course jamais organisée en Colombie, le Clásico Polímeros Colombianos. Des équipes européennes, comme la Molteni d'Eddy Merckx ou la Bianchi de Felice Gimondi y étaient invitées. Même si Merckx ne vint pas, la participation était remarquable grâce à une riche dotation. La première étape est remportée par Domingo Perurena qui garde le maillot de leader jusqu'à l'avant-dernière étape qui lui sera fatale à lui et à son dauphin au classement, Gimondi. Siachoque gagne la dernière étape et remporte l'épreuve en dépossédant son coéquipier, Guillermo León Mejía, victime d'une défaillance.  
En 1981, il triomphe dans le Tour du Táchira. Membre de l'équipe nationale, patronnée par la Droguería Janeth, il gagne le prologue et se maintient à la tête du classement général jusqu'à la quatrième étape. Lors de la cinquième, la redoutable sélection soviétique attaque et Alexandre Gussiatnikov prend le maillot de leader, reléguant Siachoque à cinq minutes. La dernière étape, avec cinq cols au programme, voit les Colombiens avec Fabio Parra attaquer le Soviétique Gussiatnikov. Siachoque remporte la Vuelta al Táchira devant Gussiatnikov et Parra.
En juin 1999, Siachoque prend six ans de prison pour trafic de stupéfiants. La condamnation découle d'une perquisition faite à son domicile par la police nationale, en novembre 1996. Une tonne de cocaïne avait été retrouvée.
À plus de soixante ans, il continue les compétitions cyclistes. En 2010, il reçoit la cadena de oro, distinction récompensant le meilleur cycliste colombien de sa catégorie d'âge (la catégorie E, les plus de 58 ans).

## Équipes
- Amateurs :
  - 1973 :  Néctar - ELC[6]
  - 1974 :  Polímeros Colombianos POC[7]
  - 1975 :  Polímeros Colombianos POC[8]
  - 1977 :  Libreta de Plata[9]
  - 1978 :  Cundinamarca (sélection régionale)[10]
  - 1979 :  Droguería Yaneth[11]
  - 1980 :  Droguería Yaneth[12]
  - 1981 :  Perfumería Yaneth[13]
  - 1982 :  Perfumería Yaneth[14]
  - 1984 :  Perfumería Yaneth[15]

## Palmarès
- Clásico Polímeros Colombianos
  - Vainqueur du classement général en 1974[1].
- Tour du Táchira
  - Vainqueur au classement général en 1981.
  - 1 fois sur le podium (3e en 1974).
- Tour de Colombie
  - 1 fois sur le podium (3e en 1975)[16].
  - 2 victoires d'étape en 1979 et en 1982[17].
- Clásico RCN
  - 1 victoire d'étape en 1977[18].
- Baby Giro
  - 1 fois sur le podium (2e en 1982)[19].

## Résultats sur les championnats

### Championnats du monde amateurs
Course en ligne
4 participations.
- Montréal 1974 : 63e au classement final[20].
- Mettet 1975 : 65e au classement final[21].
- San Cristóbal 1977 : 40e au classement final.
- Prague 1981 : 41e au classement final.